# Bothrodendron
Bothrodendron var ett under karbon och yngre devon förekommande släkte av lummerväxter. Den är närstående Lepidodendron men har mindre utpräglade och mera sparsamt ställda bladärr och en mycket utpräglad dikotom förgrening av stammen.